# Monoon
Monoon é um género botânico pertencente à família Annonaceae.
1. ↑  «Polyalthia». World Flora Online. Consultado em 22 de setembro de 2023